# Nele Loring
Sir Nele Loring (ou Neil, Nigel, Neele e Nail) (Bedfordshire, c. 1320 - 18 de março de 1386) foi um cavaleiro inglês, em 1348 ele foi um dos cavaleiros fundadores, o décimo nono Cavaleiro da Ordem da Jarreteira.
Loring lutou na batalha naval de Sluys em 24 de junho de 1340, onde se acredita que tenha sido nomeado cavaleiro. Em 26 de agosto de 1346, lutou na batalha de Crécy, no cerco de Calais e em 29 de agosto de 1350, lutou na batalha do mar no canal contra a Armada Espanhola. Ele participou do torneio em Woodstock em março de 1355 e no mesmo ano, se juntou ao Príncipe Eduardo na Gasconha, e em 1356 em Poitiers, onde foi nomeado para participar junto do Príncipe Eduardo e foi recompensado pela sua coragem. Em 20 de outubro de 1356, é enviado ao rei, em Londres, com registros de sua campanha. Em 1365, ele obteve licença real para colocar um parque em sua propriedade familiar de Chalgrave, onde aposentou-se.

## Referência
- «The Medieval Combat Society» (em inglês)